# Прииск Большая Речка
При́иск Больша́я Ре́чка — населённый пункт в Красночикойском районе Забайкальского края России. Административный центр сельского поселения «Большереченское».

## Топоним
Назван по реке Большая.
Официальный тип селения — населённый пункт

## География
Находится в западной части района на левом берегу реки Чикой напротив села Маргинтуй, при впадении реки Большая и Фиона.

### Уличная сеть
Дражный переулок, улицы: Геологическая, Лесная, Набережная, Нагорная, Новая, Октябрьская, Советская.

### Климат
Климат характеризуется как резко континентальный. Средняя температура самого тёплого месяца (июля) составляет 14 — 16 °C. Средняя температура самого холодного месяца (января) — −22 — −26 °C. Годовое количество осадков — 350—500 мм.

## История
Официальный год основания — 1956.
В 1957 году начала действовать начальная школа. С 1968 года — восьмилетняя (неполная средняя), с 1987-го — средняя.
В 2014 году закрыт Большереченский дом-интернат для престарелых и инвалидов.

## Население
| 2010 | 2021 |
| ---- | ---- |
| 674  | ↘634 |

## Инфраструктура
Большереченская средняя общеобразовательная школа. Численность обучающихся на 1.09.2023 — 70 детей. Детский сад «Родничок» — филиал школы
Сельский Дом культуры, при нём действуют: сельская библиотека — филиал районной библиотеки, летняя детская площадка.
Почтовое отделение 673053 «Большая Речка» (ул.	Советская, 20).

## Достопримечательности
Установлен памятник «Воинам Великой Отечественной войны 1941—1945 гг».

## Транспорт
Действует паромная переправа.